# Ламли, Томас, 3-й граф Скарборо
Томас Ламли-Саундерсон, 3-й граф Скарборо (англ. Thomas Lumley-Saunderson, 3rd Earl of Scarbrough; ок. 1691 — 15 марта 1752) — британский пэр, армейский офицер и дипломат. Он был известен как Достопочтенный Томас Ламли с 1691 по 1740 год.

## Биография
Родился около 1691 года. Третий сын Ричарда Ламли, 1-го графа Скарборо (ок. 1650—1721) и Фрэнсис Джонс (1665—1722), дочери сэра Генри Джонса. Он получил образование в Итонском колледже.
Он вступил в армию до 1714 года, стал полковником драгунского полка Тиррелла в 1715 году и подполковником пехотного полка лорда Хинчинброка в 1717 году. С 1716 по 1731 год он был клерком совета герцогства Ланкастерского, а также посланником в Португалии с 1722 по 1724 год.
Считается, что Томас Ламли изнасиловал Терезию Констанцию Филлипс в возрасте 12-13 лет под вымышленным именем «Томас Граймс». Сама Филлипс так и не поняла, кто был ее нападавшим, и, что интересно, ее более поздняя автобиография была посвящена 3-му графу Скарборо.
Томас Ламли заседал в Палате общин Великобритании от Арундела (1722—1727) и Линкольншира (1727—1740).
В 1723 году Томас Ламли взял дополнительную фамилию Саундерсон после того, как унаследовал имение своего кузена по материнской линии, Джеймса Саундерсона, 1-го графа Каслтона, и был назначен кавалером Ордена Бани в 1725 году. С 1726 по 1727 год он был конюшим Фредерика, принца Уэльского, Георга II с 1727 по 1730 год и казначеем принца Уэльского с 1738 по 1751 год.
29 января 1740 года после самоубийства своего старшего брата, Ричарда Ламли, 2-го графа Скарборо (1686—1740), Томас Ламли-Саундерсон унаследовал титулы 3-го графа Скарборо (Пэрство Англии), 3-го барона Ламли из замка Ламли (Пэрство Англии), 3-го виконта Ламли (Пэрство Англии) и 4-го виконта Ламли из Уотерфорда (Пэрство Ирландии), став членом Палаты лордов Великобритании.

## Семья
27 июня 1724 года Томас Ламли-Саундерсон женился на леди Фрэнсис Гамильтон (ок. 1700 — 30 декабря 1772), второй дочери Джорджа Гамильтона, 1-го графа Оркнейских островов, и Элизабет Вильерс. У супругов было двое детей:
- Ричард Ламли-Саундерсон, 4-й граф Скарборо (май 1725 — 12 мая 1782)[2], преемник отца.
- Леди Фрэнсис Ламли-Саундерсон (? — 20 марта 1796)[2], в 1753 году она вышла замуж за Питера Ладлоу, 1-го графа Ладлоу.